# Ајвор (Вирџинија)
Ајвор (енгл. Ivor) град је у америчкој савезној држави Вирџинија. По попису становништва из 2010. у њему је живело 339 становника.

## Демографија
Према попису становништва из 2010. у граду је живело 339 становника, што је 19 (5,9%) становника више него 2000. године.
| Група             | 2000.       | 2010.       |
| Белци             | 244 (76,3%) | 280 (82,6%) |
| Афроамериканци    | 63 (19,7%)  | 43 (12,7%)  |
| Азијати           | 0 (0,0%)    | 3 (0,9%)    |
| Хиспаноамериканци | 0 (0,0%)    | 2 (0,6%)    |
| Укупно            | 320         | 339         |